# ミスキート諸島

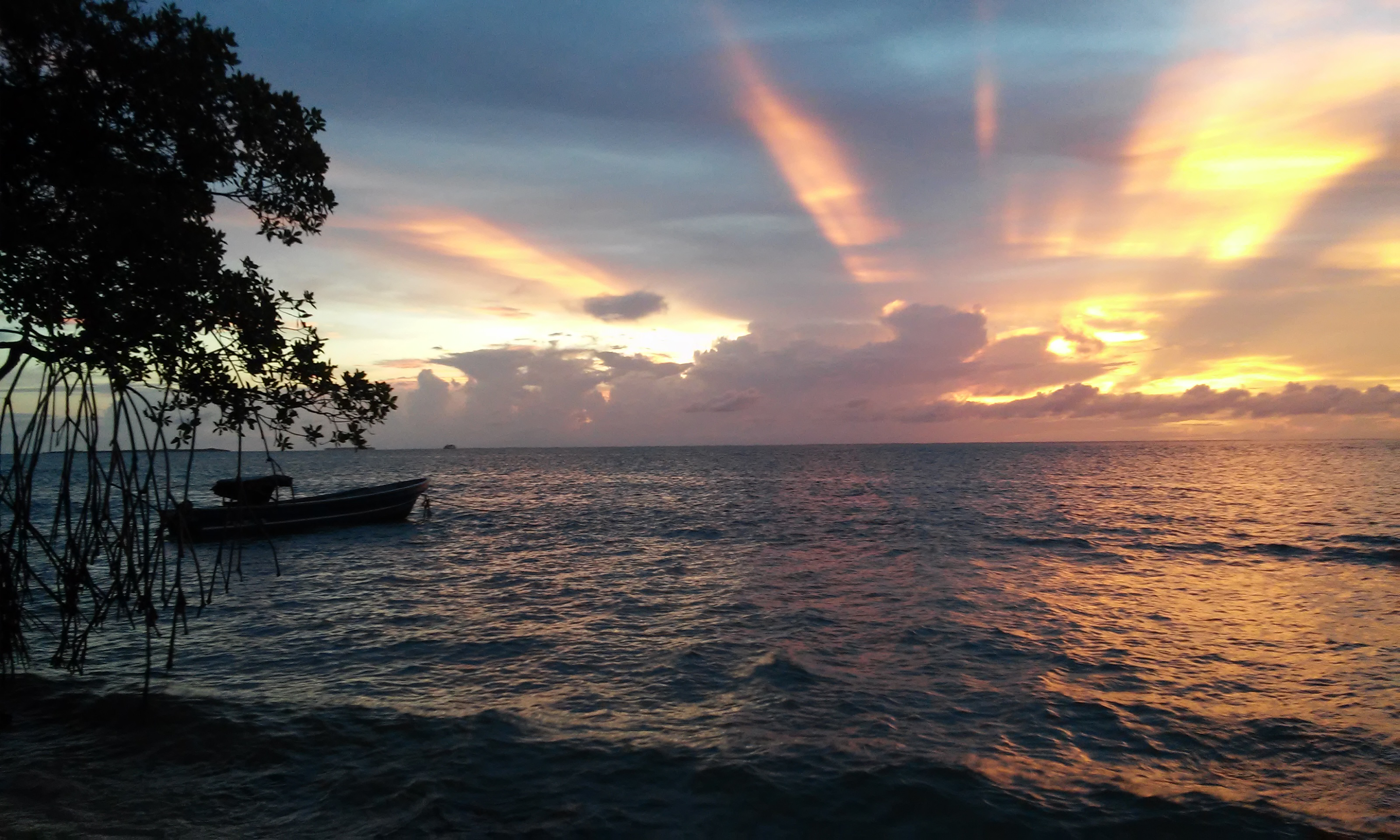
ニカラグア、カリブ海のミスキート諸島から望む夕日。

ミスキート諸島（ミスキートしょとう、西: Cayos Miskitos、英: Miskito Cays）は、ニカラグアの北カリブ自治地域に属する陸地面積27 km2の群島である。ニカラグア北東部のモスキート海岸沖のカリブ海に位置する。76の島が属し、うち12の島は植生におおわれ、白い砂浜がある。加えて群島内には三角江、サンゴ礁、キー、藻場、小島も見られ、アオウミガメ、タイマイ、アメリカマナティー、コビトイルカ、マグダレナメガネカイマンなどが生息している。
37km2に広がるこの多島海のなかで最大・最重要の島ミスキート・キー (西: Cayo Miskito、別名をカヨ・マヨールという）。主要なキーは他にマラス、ナサ、モリソン・デニスと呼ばれている。
78件あるニカラグアの自然保護地域の一つ（1991年指定）。2001年にはラムサール条約に定める国際的に重要な湿地帯に登録された。また熱帯広葉樹林の保全すべき生態域（エコリージョン）としてコロンビアの島々とともに、世界自然保護基金よりミスキート諸島、サンアンドレス諸島の熱帯広葉樹林の指定を受けている。